# Scud Race
Scud Race è un videogioco arcade del 1996 pubblicato da SEGA. Distribuito in America settentrionale con il titolo Sega Super GT, il simulatore di guida è uno dei primi titoli sviluppati per Sega Model 3.
Non ne sono mai state prodotte versioni per console, anche se i programmatori della casa giapponese ne avevano progettato una conversione casalingo per Sega Saturn trasformato in seguito in uno per Dreamcast (del quale venne mostrata una demo nel 1998) anche se il progetto venne poi abbandonato.
La sigla SCUD del titolo sta per "Sports Car Ultimate Drive". Il titolo venne cambiato nella versione nordamericana perché suonava troppo Engrish e anche per il fatto che la SEGA voleva evitare riferimenti ai missili Scud utilizzati durante la Guerra del Golfo.

## Modalità di gioco
Il cabinato di Scud Race comprende, oltre all'hardware, il monitor e gli speaker, il sedile in stile "racing", il volante a tre razze, la leva del cambio con quattro possibili posizioni (nel gioco è anche possibile scegliere il cambio automatico) e due pedali per acceletarore e freno. Da due a quattro postazioni possono essere collegate per permettere l'ingresso contemporaneo delle vetture nel caso si selezioni la stessa pista.  Le quattro automobili selezionabili dal giocatore sono repliche abbastanza fedeli di quelle viste nella stagione 1996 nella BPR Global GT Series (che oggi è il Campionato FIA GT).  Come in Daytona USA l'operatore del cabinato può cambiare la modalità in "Endurance" per avere gare più lunghe.

## Tracciati
Sega Super GT ha in totale quattro tracciati:
- Beginner (Day) - Dolphin Tunnel

Giri: 4
Avversari: 40
Difficoltà: Principiante
Curve: 8
Partenza in corsa.
Si gareggia in una città e si passa attraverso due tunnel che scorrono all'interno di una sorta di acquario gigante.
- Beginner (Night) - Twilight Airport

Giri: 4
Avversari: 40
Difficoltà: Principiante
Curve: 6
Partenza in corsa.
Gara notturna in un circuito cittadino con illuminazione aeroportuale. In vicinanza si possono intravedere aerei di linea in decollo e atterraggio.
- Medium - Mystery Ruins

Giri: 3
Avversari: 30
Difficoltà: Avanzato
Curve: 16
Partenza da fermo.
Si gareggia fra le rovine in un tracciato che è quasi a forma di 8. La linea di partenza è demarcata da dei totem e sono presenti cascate d'acqua.
- Expert - Classic Castle

Giri: 3
Avversari: 20
Difficoltà: Esperto
Curve: 16
Partenza da fermo
Si gareggia in una città italiana di fantasia e si passa addirittura dentro il Colosseo.
I quattro tracciati di Scud Race sono sbloccabili come bonus nella versione di OutRun 2 per Xbox. Essi sono disposti però uno di seguito all'altro lungo un'unica strada, in pieno stile OutRun.

## Automobili
- Porsche 911 (Guida facile, auto numero 22)

Basata sulla Porsche 911 GT2, nel gioco quest'auto ha una buona accelerazione ed una buona tenuta di strada, doti che la rendono adatta ai piloti meno esperti e alle gare in strade strette (come in Classic Castle). Fra le quattro disponibili, questa ha la velocità massima più bassa. La colorazione è giallo-rossa con il logo della Elf.
- Ferrari F40 (Guida normale , auto numero 27)

La Ferrari F40 è un'auto bilanciata sotto tutti gli aspetti e ciò la rende adatta a tutti e quattro i tracciati.  Ha una colorazione blu e gialla con il logo della Igol.
- Dodge Viper (Molta coppia, auto numero 32)

La Dodge Viper GTS-R è l'auto con più coppia e ciò le permette di scaricare a terra la potenza prima delle altre vetture. Ha una buona accelerazione e velocità massima, ma è un po' difficile da controllare. È bianca con due strisce longitudinali e il logo della Cica.
- McLaren F1 (Alta velocità, auto numero 2)

Come la sua controparte reale, una delle supercar più veloci al mondo, la McLaren F1 GTR del gioco ha la velocità massima più elevata di tutte. Ha anche una buona accelerazione, ma risulta molto difficile da controllare in curva. È la scelta di piloti esperti per ottenere giri veloci. La colorazione è blu e arancione con il logo della Gulf sul cofano anteriore.
Tutti gli avversari controllati dall'IA, se non sono a bordo di una delle quattro vetture selezionabili dal giocatore, hanno delle Renault Alpine GTA.

## Scud Race Plus
Soltanto per le sale giochi giapponesi venne pubblicato un aggiornamento per i cabinati, chiamato Scud Race Plus, nel 1997. Questa nuova versione permette di scegliere i vecchi tracciati in versione contraria e anche un tracciato ovale per "super-principianti" in stile micromachines a cui fa da sfondo una stanza con i suoi oggetti giganti in proporzione alle automobili. In quest'ultima pista, inoltre, premendo il tasto start al momento della selezione della vettura , si poteva gareggiare nelle "vesti" di un gatto, di un carroarmato, di un autobus o di un'auto a razzo.